# Toxopoda cavata
Toxopoda cavata är en tvåvingeart som beskrevs av Iwasa 2008. Toxopoda cavata ingår i släktet Toxopoda och familjen svängflugor.
Artens utbredningsområde är Thailand. Inga underarter finns listade i Catalogue of Life.